# Eduardo Castex

Eduardo Castex é um município da província de La Pampa, na Argentina.